# تنگنت (اورگن)
تنگنت (به انگلیسی: Tangent) شهری در شهرستان لین ایالت اورگن است و در سرشماری سال ۲۰۱۱ میلادی، ۱٬۱۶۴ نفر جمعیت داشته که نسبت به سال ۲۰۱۰، ۱٫۳۷ درصد رشد جمعیت داشته‌است.